# Мишка (фильм)
Мишка (пол. Miś) — культовый польский художественный фильм, комедия 1980 года.
В 2005 в совместном опросе нескольких изданий на лучший польский фильм «Мишка» занял второе место, уступив лишь «Сексмиссии».

## Сюжет

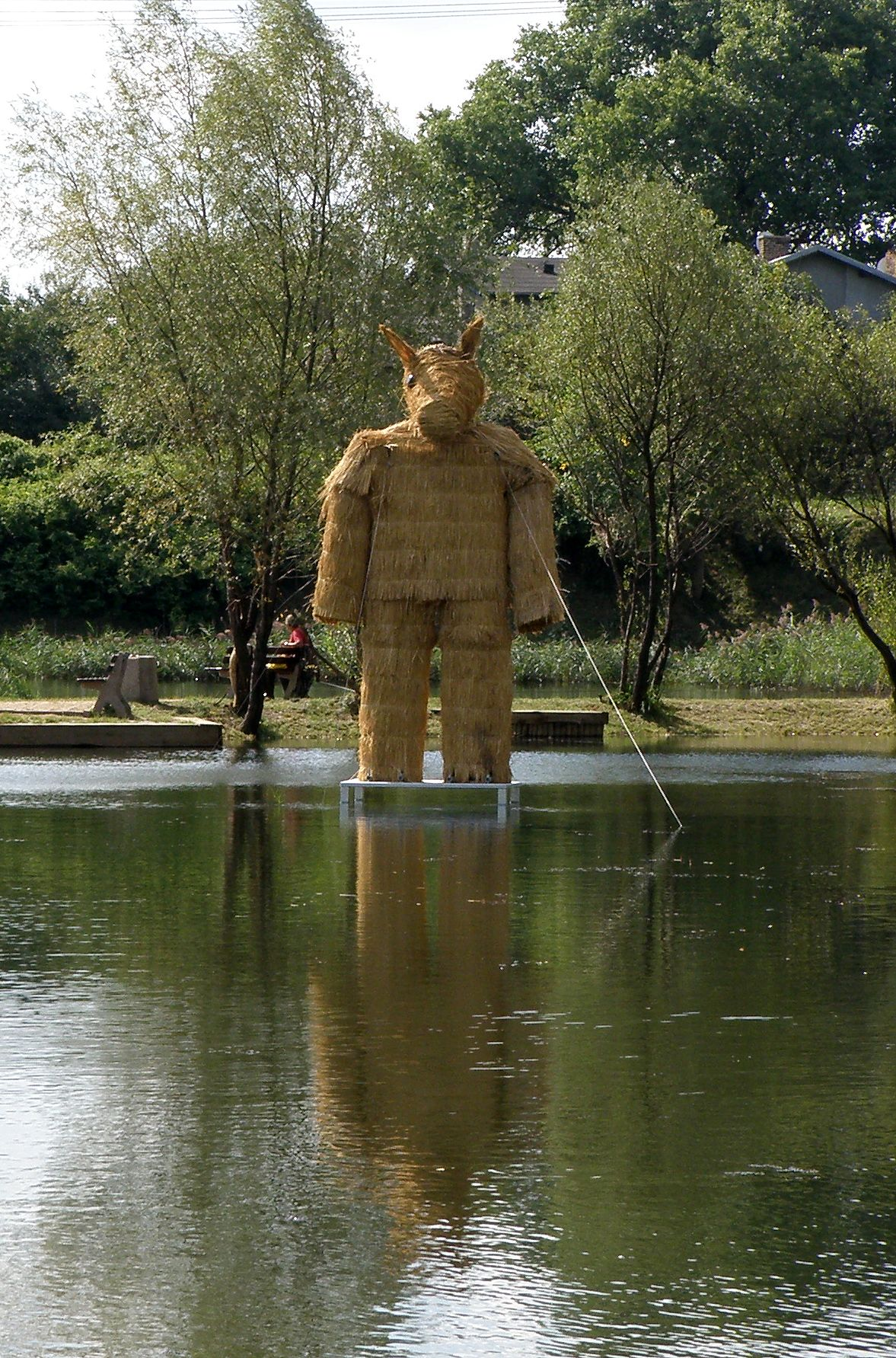
Копия плюшевого медведя, установленная в 2011 году в Бемово — месте действия последней сцены фильма

Президент спортклуба «Радуга» Рышард Охудзки по прозвищу «Мишка» должен выехать в Лондон. Однако на границе выясняется, что из его паспорта вырвано несколько страниц. Охудзки подозревает свою бывшую жену Ирену, которая хочет не допустить его поездки в Лондон: много лет назад супруги сделали в одном из банков вклад, который за годы брака значительно увеличился. Развод спровоцировал раздел имущества, однако деньгами на банковском счёте никто не хочет делиться: все деньги получит тот, кто первый попадёт на берега Темзы. Охудзки не сдаётся и любыми способами пытается сорвать планы бывшей жены, одновременно пытаясь раздобыть новый паспорт.
Режиссёр Станислав Барея попытался в своей работе отразить различные абсурды повседневности ПНР 70-х годов, создав тем самым фильм-сатиру, который приобрёл большую популярность.

## В ролях
- Станислав Тым — Рышард Охудзкий, председатель спортклуба «Радуга» / Станислав Палюх
- Кшиштоф Ковалевский — Ян Хохвандер, продюсер фильма «Последняя сосиска графа Барри Кента»
- Бронислав Павлик — работник спортклуба «Радуга»
- Ежи Турек — Вацлав Яжомбек, тренер спортклуба «Радуга»
- Кристина Пауль-Подляски — Александра Козел, актриса
- Барбара Бурская — Ирена, бывшая жена Охудзкого
- Войцех Покора — Влодарчик, офицер милиции и соавтор патриотических песен
- Ян Коциняк — автоинспектор
- Станислав Микульский — поручик Лех Рысь, дядя «Хороший Совет»
- Зофья Червиньская — Ирена № 2
- Ханна Скаржанка — уборщица в спортклубе «Радуга»
- Зофья Грабиньская — уборщица в спортклубе «Радуга»
- Веслава Квасьневская — старшая среди двух «похожих на себя» блондинок
- Веслава Немыска — младшая среди двух «похожих на себя» блондинок
- Ежи Боньчак — Хростович, ассистент продюсера фильма «Последняя сосиска графа Барри Кента»
- Анджей Федорович — шофёр на съёмках фильма «Последняя сосиска графа Барри Кента»
- Януш Закженский — режиссёр фильма «Последняя сосиска графа Барри Кента»
- Рышард Прач — реквизитор фильма «Последняя сосиска графа Барри Кента»
- Лех Солуба — член съёмочной группы фильма «Последняя сосиска графа Барри Кента»
- Ежи Цнота — статист на плане фильма «Последняя сосиска графа Барри Кента», пьяница в котельне
- Пётр Пренговский — курьер на съёмках фильма «Последняя сосиска графа Барри Кента»
- Изабелла Олейник — кассирша в молочном баре
- Анджей Стокингер — кочегар в котельной
- Тадеуш Сомоги — диктор телевидения
- Павел Вавжецкий — певец
- Витольд Калуский — билетёр в аэропорту
- Ядвига Курылюк — провожаемая на самолёт
- Казимера Утрата — кассирша в аэропорту
- Ирена Карел — кассирша в аэропорту в кассе возврата
- Людвик Пак — друг Станислава Палюха
- Эва Мильде — подруга Станислава Палюха
- Марек Сюдым — друг Станислава Палюха
- Стефан Сьрудка — друг Станислава Палюха
- Тадеуш Грабовский — друг Станислава Палюха
- Эугениуш Привезенцев — милиционер с ёлкой
- Янина Трачикувна — женщина в деревне
- Цезары Юльский — покупатель у газетного киоска в деле жены, у которой выпали волосы
- Зофья Мерле — перекупщица мяса
- Влодзимеж Новак — декламатор поэзии во время вручения паспортов
- Мариан Лонч — инкассатор
- Станислав Барея — пан Ян, хозяин мясного магазина в Лондоне